# Phelipara submarmorata
Phelipara submarmorata là một loài bọ cánh cứng trong họ Cerambycidae.